# Taenaris adamsi
Taenaris adamsi är en fjärilsart som beskrevs av Percy I. Lathy 1909. Taenaris adamsi ingår i släktet Taenaris och familjen praktfjärilar. Inga underarter finns listade i Catalogue of Life.